# Parc national Lomas de Padierna
Le parc national Lomas de Padierna (espagnol : Parque nacional Lomas de Padierna) est un parc national du Mexique situé dans le District fédéral. Cette aire protégée a une superficie de 670 ha et a été créée en 1938. Elle a pour but de commémorer la bataille de Contreras qui a eu lieu le 20 août 1847. Elle est administrée par la Comisión Nacional de Áreas Naturales Protegidas.